# 朴露子
朴露子，原名弗拉基米爾·米哈伊爾羅維奇·吉洪諾夫（俄语：Владимир Михайлович Тихонов，1973年2月5日—），是一名出生於蘇聯，歸化韓國籍的猶太裔左派歷史學者及社會評論家，現為挪威奧斯陸大學教授。

## 簡歷
朴露子原名弗拉基米爾·米哈伊洛維奇·吉洪諾夫（Владимир Михайлович Тихонов），出生於蘇聯列寧格勒的一個猶太人知識分子家庭，母親是大學教授、父親是工程師。據他的2013年的一篇文章《我也是小資本家》中自述，著有關於汉尼拔和亞歷山大大帝的大眾讀物的蘇聯歷史學者伊利亞·希夫曼是他的堂叔。1999年時移民韓國定居並改以朴露子為名，2001年時歸化韓國籍。
中學時期的他就十分喜好朝鮮半島的電影與古典文學，他在《您們的大韓民國》一書中自述，他小時看了朝鮮電影《春香傳》後，對朝鮮王朝歷史感到極大興趣，促使後來他決定學習朝鮮半島歷史。16歲那年他進入列寧格勒大學攻讀朝鮮半島研究，1991年他以交換學生身份首次造訪韓國並在漢城（現首爾）的高麗大學獲得俄語俄文學碩士和慶熙大學獲得哲學碩士學位。
之後回到俄國，繼續在莫斯科大學攻讀朝鮮（或韓國）古代歷史系的博士學位並獲取博士學位，其研究主題是朝鮮半島南方古國伽倻。1992年，在攻讀學位期間的朴露子認識了在列寧格勒大學學習的韓國小提琴家Paik Myong-jong（백명정），兩人於1995年結婚。
朴露子將韓國文學作品翻譯成俄語，並書寫有關韓國政治、社會、文化以及批判包括北歐社民主義體制國家在內的資本主義制度的剝削本質並贊同無剝削、無異化、人人平等的社會主義的網誌文章和新聞評論及書籍，其中最暢銷並為人所知的是《你们的韓國》（당신들의 대한민국），而他的書寫著作使他成為韓國當代具影響力的左派知識份子之一，其對韓國許多尖銳評論也帶來許多爭論話題。
朴露子獲取博士學位後，做過慶熙大學俄語約聘教授，現為挪威的奧斯陸大學教授，教授朝鮮學和研究東方語言及文化。對佛家、道家的平等、和平共存思想及漢文也有造詣。

## 主張及批判

### 關於「满洲故土论」
公開指稱「满洲故土论」是由韩国历史学家所编造。

### 關於劉曉波
劉曉波獲2010年諾貝爾和平獎後，身在挪威的朴露子以社會主義者立場上發了一篇題為《中國“反體制”人士，只得必須支持嗎?》（韓文）的評論文章。文中指出：
雖然像劉曉波似的歐美主流支持的著名的中國反體制人士是中國官方也不得不考慮其歐美主流輿論的壓力下給予適當的“照顧”而不像一般中國民工想組織工會就有可能被與官方勾結的廠主私自僱傭的暴徒無聲無息地丟命等程度上的危險，但首先還是非常敬佩劉曉波先生冒著坐牢等政治迫害的危險致力於反政府活動；劉曉波先生等主導的《零八宪章》雖然是資產階級性質的主張，但包括集會、結社自由等主張是站在工人階級立場上來講也並非毫無進步意義。
接著提出：
中共当局的確阻礙自由工會的結成等迫害工運，也保障資本家對中國民眾的过度剝削，但問題是如劉曉波先生嚮往的“沒有中共一黨專制的中國”就是有利於工人階級的社會嗎？雖然，一方面非常理解與各種人身自由都被侵害的一黨專制鬥爭的人士們的心情，但是，對於中國廣大勞動群眾來說，《零八宪章》裡所主張的、除了北歐等地具備強力支持社民黨的大型工會的情況之外本質上“金錢政治”而已的議會民主制就明顯比（中國）現在的一黨專制體制有利嗎？現在中國的專制統治層中共因不必籌備大量競選資金而雖然是代表總資本的利益，但還可以相當程度地壓制個別資本家的過度私慾等可以作出一定的維護社會公共性的舉措。但如果，一旦金錢選舉制度化，就像金泳三政府以來的歷代韓國政府把三星經濟研究所的方案幾乎當作國策執行的模式一樣，到時中共也不得不更多地考慮政治贊助商大企業的利益的。
所以，朴露子說，他也不反對民主化本身，但中國現今狀況下的資產階級民主化，首先考慮的（當然）是資產階級的短期利益而非勞動階級的利益而只想提出悲觀展望。繼而指出：
雖然不知《零八宪章》裡的“財產保護”項目具體包含什麼內容而難以評論，但如果劉曉波式的都市知識分子若主張復活土地私有制的話可不是件小事。若農地可以任意買賣的話，像印度一樣，將會出現（“自由買出”而）沒有農地的農民大量被擠到城市貧民區的情況。現今中國被剝削階級的完全無產化和各種社會矛盾尖銳化及爆發的有力的防止裝置之一是土地公有製，也就是給予農民土地使用權的制度；但是如果這一制度一旦瓦解的話，人最基本的“不被餓死”人權就絕不能維持下去的。……一旦中共政權弱化，銀行等公有企業將大量民營化而服務於極少數富人的短期利益；水、電等（公共資源）價格“自由化”而大幅上漲使得百姓生活更加艱難，而且（以水電為基础的）日常生產也會受到打擊。可以十分理解反獨裁的心情，但是對於工人等弱勢群眾的立場來看是很難說，為少數富人利益最大化服務的“議會”乃花樣而已的政治制度就一定比畢竟還是基於「偉大」民眾「起義」為其起源的中共獨裁政權非常有利。
接著，提起劉曉波的“三百年殖民地論”說：
劉曉波先生要么是天真的知識分子，要么是被歐美的華麗迷住而五體投地的“尹致昊型近代至上主義者”。諾貝爾評委們是否考慮過對此類言論的中國人平均反應嗎？雖然，劉先生不是真心希望殖民統治，但是把劉先生父子等家人下放到農村的中共政權可真是恨之入骨而以至於說出此番言論吧。絲毫沒有想辯護毛澤東時期的知識分子下放，只是劉先生年輕時下放到幹苦活的吉林省农安县人民公社的情景就相當於當時大多中國人民群眾平均的生活狀況。看著劉先生的種種言論，好像劉先生本人是認為自己與那些大多人民群眾是（身份）本質上不一樣的人吧。這樣的人若掌握政權，中國廣大人民群眾能免遭蘇聯亡國後人民的厄運嗎？
文章最後朴露子指出：
各種人權運動乃至資產階級民主化鬥爭，雖然也具有本身的歷史意義，但工人階級的自覺行動才會有真正的社會變革吧。

## 著作
- Your Korea 2 (당신들의 대한민국2, 2006)[9]
- I Accuse of the Century of Violence (나는 폭력의 세기를 고발한다, 2005)
- The History which Betrayed Me (나를 배반한 역사, 2003)[10]
- There are Right and Left but not High and Low (좌우는 있어도 위아래는 없다 (박노자의 북유럽 탐험), 2002)[10]
- Your Korea 1 (당신들의 대한민국1, 2001)[9][11]
- Imaginative Power Changing the 21st Century (6인 6색 21세기를 바꾸는 상상력, 2005)
- Surviving in a Swirl of the Great Powers (열강의 소용돌이에서 살아남기, 2005)
- Realization in My Early Days (젊은 날의 깨달음, 2005)
- The Age of Anxieties, in the Middle of Pain (불안의 시대 고통의 한복판에서, 2005)
- The Empire of a White Mask (하얀 가면의 제국 (오리엔탈리즘, 서구 중심의 역사를 넘어), 2003)
- Outsiders 6,8,10,12,13  (아웃사이더 6,8,10,12,13, 2002~2003)
- In the Front Line of Our History (우리 역사 최전선, 2003)
- Monuments of Deserters (탈영자들의 기념비, 2003)

## 外部連結
- 挪威奧斯陸大學的朴露子教授主頁 （页面存档备份，存于） （英文）
- 朴露子的韓國同胞網網誌 （页面存档备份，存于） 
- 俄罗斯出身的“韩国传道士”在世界各地活动[永久] （中文）